# Buttonia
Buttonia es un género   de plantas fanerógamas perteneciente a la familia  Orobanchaceae.  Comprende 4 especies descritas y de estas, solo 3 aceptadas.

## Taxonomía
El género fue descrito por MacKen ex Benth. y publicado en Hooker's Icones Plantarum 11: 63. 1871.    La especie tipo es: Buttonia natalensis McKen ex Benth.	

## Especies aceptadas
A continuación se brinda un listado de las especies del género Buttonia  aceptadas hasta mayo de 2014, ordenadas alfabéticamente. Para cada una se indica el nombre binomial seguido del autor, abreviado según las convenciones y usos: 
- Buttonia hildebrandtii Engl.
- Buttonia natalensis McKen ex Benth.
- Buttonia superba